# Sean St Ledger
Sean Patrick St Ledger-Hall (født 28. december 1984 i Birmingham) er en engelsk-født professionel fodboldspiller fra Irland, der spiller som forsvarspiller for Guiseley.
Han fik debut for Irlands fodboldlandshold i maj 2009 i en venskabskamp mod Nigeria.

## Karriere
St Ledger blev født i Birmingham i den østlige del af England. Han begyndte startede sin karriere i Peterborough United F.C.s ungdomsafdeling i 2001, inden han året efter blev rykket op på klubbens førstehold. I fire sæsoner spillede han for klubben i Football League Two, hvor det blev til 79 kampe og ét mål.

### Preston North End F.C.
Efter en prøvetræning hos Birmingham City der ikke gav kontrakt, skrev Sean St Ledger i juli 2006 en 3-årig kontrakt med Preston North End, der købte spilleren af Peterborough for 225.000 £. Den 5. august samme år fik han debut for Preston i en hjemmekamp mod Sheffield Wednesday. I den første sæson spillede han 42 kampe for klubben. I sæsonen 2007/08 var Sean St Ledger blevet fast mand i startopstillingen, og var med til at undgå nedrykning fra League One, efter at klubben havde fået Alan Irvine som ny cheftræner.
Den tredje sæson i Preston North End blev St Ledgers indtil videre bedste, da han scorede seks mål og var med til at bringe klubben frem til semifinalerne i play-off til oprykning til The Championship. Her tabte klubben samlet 1-2 til Sheffield United. St Ledger spillede i alt 47 kampe den sæson.
St Ledger startede 2009/10 imponerende, som han havde gjort den foregående sæson, men efter kun syv optrædener for Preston, kom St. Ledger til Middlesbrough på en leje aftale, med henblik på et køb i januars transfervindue. St. Ledger spillede 15 kampe og scorede to mål for Middlesbrough, men det blev aldrig til en permanent aftale med klubben, og han rejste i slutningen af december 2009 tilbage til Preston North End. Han spillede i alt 22 kampe og scorede to mål for Preston i den sæson. I den efterfølgende sæson spillede St Ledger 32 kampe for Preston, og dette blev også sidste sæson i klubben.

### Leicester City F.C.
Den 4. juli 2011 underskrev Sean St Ledger en 3-årig kontrakt med Leicester City. Han fik debut for klubben den 17. august samme år i et 1-2 nederlag mod Bristol City. I den første sæson spillede han 23 ligakampe for klubben i The Championship.

## Landshold
Sean St Ledger er berettiget til at spille for Irlands fodboldlandshold, på grund af at hans bedstefar er fra den irske by Carlow. St Ledger debuterede for holdet den 6. juni 2009 i en VM-kvalifikationskamp mod Bulgarien. Det første landskampsmål scorede han 10. oktober samme år i en VM-kvalifikationskamp på hjemmebane i Cork mod Italien.
I maj 2012 blev han af landstræner Giovanni Trapattoni udtaget til Europamesterskabet i fodbold, der skulle spilles i Ukraine og Polen. I Irlands første kamp i turneringen, scorede St Ledger holdets eneste mål i 1-3 nederlaget mod Kroatien.
Han er (pr. april 2018) noteret for 39 landskampe.